# Wembley Stallions 2016
Questa voce raccoglie le informazioni riguardanti gli Wembley Stallions nelle competizioni ufficiali della stagione 2016.

## Amichevoli
| 2016 | Bristol Apache | 17 – 33 | Wembley Stallions |  |

## BAFA NL Division Two 2016

### Stagione regolare
| 10 aprile 2016 1ª giornata | Cambridgeshire Cats | 12 – 13 | Wembley Stallions |  |

| 17 aprile 2016 2ª giornata | Wembley Stallions | 17 – 6 | Ipswich Cardinals |  |

| 7 maggio 2016 5ª giornata | Essex Spartans | 13 – 32 | Wembley Stallions |  |

| 15 maggio 2016 6ª giornata | Wembley Stallions | 33 – 15 | London Blitz B |  |

| 12 giugno 2016 9ª giornata | Wembley Stallions | 20 – 10 | Essex Spartans |  |

| 19 giugno 2016 10ª giornata | Ipswich Cardinals | 12 – 41 | Wembley Stallions |  |

| 3 luglio 2016 12ª giornata | London Blitz B | 14 – 34 | Wembley Stallions |  |

| 10 luglio 2016 13ª giornata | Wembley Stallions | 6 – 10 | Cambridgeshire Cats |  |

| 31 luglio 2016 16ª giornata | Wembley Stallions | 0 – 21 | London Hornets |  |

| 14 agosto 2016 18ª giornata | London Hornets | 27 – 13 | Wembley Stallions |  |

### Playoff
| 21 agosto 2016 Quarti di finale | London Hornets | 20 – 13 | Wembley Stallions |  |

## Statistiche di squadra
| Competizione      | %Vittorie | In casa | In casa | In casa | In casa | In casa | In casa | In trasferta | In trasferta | In trasferta | In trasferta | In trasferta | In trasferta | Totale | Totale | Totale | Totale | Totale | Totale |
| Competizione      | %Vittorie | G       | V       | N       | P       | Pf      | Ps      | G            | V            | N            | P            | Pf           | Ps           | G      | V      | N      | P      | Pf     | Ps     |
| ----------------- | --------- | ------- | ------- | ------- | ------- | ------- | ------- | ------------ | ------------ | ------------ | ------------ | ------------ | ------------ | ------ | ------ | ------ | ------ | ------ | ------ |
| Amichevoli        | 1.000     | 1       | 1       | 0       | 0       | 33      | 17      | 0            | 0            | 0            | 0            | 0            | 0            | 1      | 1      | 0      | 0      | 33     | 17     |
| Stagione regolare | .700      | 5       | 3       | 0       | 2       | 76      | 62      | 5            | 4            | 0            | 1            | 133          | 78           | 10     | 7      | 0      | 3      | 209    | 140    |
| Playoff           | .000      | 0       | 0       | 0       | 0       | 0       | 0       | 1            | 0            | 0            | 1            | 13           | 20           | 1      | 0      | 0      | 1      | 13     | 20     |
| Totale            | .667      | 6       | 4       | 0       | 2       | 109     | 79      | 6            | 4            | 0            | 2            | 146          | 98           | 12     | 8      | 0      | 4      | 255    | 177    |